# 格莱姆氏菌属
格莱姆氏菌属（学名：Gleimia）是放线菌科中的一属，呈革兰氏阳性的杆菌属。此属的物种是兼性厌氧、非运动性、革兰氏阳性的微曲杆状或短杆状或棒状细菌。此属的模式种是欧洲格莱姆氏菌（Gleimia europaea）。

## 词源
“Gleimia”一词源自德国微生物学家多萝西娅·格莱姆（Dorothea Gleim）的名字，以表彰她在DSMZ原核生物命名法最新服务方面所做的贡献。

## 历史
2018年，Nouioui等人基于分子系统发育技术 ，对放线菌门进行了修订。沙尔氏菌属正是在这时从放线菌属中拆分出来。

## 下属物种
本属包括以下物种：
- 狗阴道格莱姆氏菌 Gleimia coleocanis (Hoyles et al. 2002) Nouioui et al. 2018
- 欧洲格莱姆氏菌 Gleimia europaea (Funke et al. 1997) Nouioui et al. 2018
- 人格莱姆氏菌 Gleimia hominis (Funke et al. 2010) Nouioui et al. 2018